# Teatro Massimo Vincenzo Bellini
Pour les articles homonymes, voir Teatro Massimo, Teatro Bellini (Naples) et Teatro Bellini (Palerme).
Le Teatro Massimo Vincenzo Bellini (litt. en français : « Grand Théâtre Vincenzo-Bellini ») est la principale salle d'opéra de Catane en Sicile.

## Historique
Le théâtre a été inauguré dans la soirée du 31 mai 1890, avec l'opéra Norma du compositeur Vincenzo Bellini de Catane. La conception initiale est de l'architecte Andrea Scala (it), après avoir apporté des modifications de son collaborateur Carlo Sada (it), qui lui succéda à la direction du travail.
Le style du théâtre de Catane s'inspire de l'éclectisme français du second empire imposé à Paris par Charles Garnier avec l'Opéra de Paris.
La salle, avec quatre rangées de loges au-delà de la galerie, est d'une grande richesse décorative et de goût aristocratique. Le plafond est peint de fresques par le peintre Ernesto Bellandi (it) avec des images de ses plus grandes œuvres.
Le ténor Beniamino Gigli déclara le théâtre comme étant le meilleur dans le monde en ce qui concerne l'acoustique.
En 2010, Annamaria Cancellieri est nommée « commissaire » (administrateur provisoire) du théâtre par la région Sicile.

## Sources
- (it) Cet article est partiellement ou en totalité issu de l’article de Wikipédia en italien intitulé « Teatro Massimo Vincenzo Bellini » (voir la liste des auteurs).